# Pentecostés (Zurbarán)
Pentecostés es el tema de un cuadro de Francisco de Zurbarán, con la referencia 88 en el catálogo razonado y crítico, realizado por Odile Delenda, historiadora del arte especializada en este pintor.

## Tema de la obra
Zurbarán representa el episodio cuando los apóstoles estaban con María en el Cenáculo, en ocasión de la Pentecostés y «...entonces aparecieron lenguas como de fuego, que se repartían y posaban sobre cada uno de ellos.». La representación de una paloma simboliza al Espíritu Santo, siendo habitual en la iconografía de este episodio, a pesar de que no se cita en este versículo.
Este lienzo es datable ca.1635 o ligeramente anterior, ya que el rostro de la Virgen es muy parecido al de la Inmaculada de 1632. Por su colocación originaria, presidiendo la sala de las nuevas dependencias del Consulado de Cargadores a Indias —reformado ca.1630— tal vez este lienzo significara el primer contacto del pintor con el mercado americano.

## Análisis de la obra

### Datos técnicos y registrales
- Actualmente en el Museo de Cádiz;
- Pintura al óleo sobre lienzo, 160 x 116 cm;
- Datación: ca.1635;[3]
- Catalogado por Odile Delenda con el número 88, y por Tiziana Frati con el 156.[4]

### Descripción de la obra
El pintor realizó una composición basada en diagonales y centrada en María —sentada frente al espectador— cuya figura forma una perfecta pirámide con los dos personajes situados en primer plano. Los apóstoles aparecen —arrodillados o sentados— todos en actitud orante o sorprendida, estando todos los personajes interrelacionados con armonioso realismo. Sus vestimentas —de tonos claros en el primer plano, y más oscuros en el segundo— presentan delicados matices de coloridos, muy variados, pero cromáticamente armonizados. Justo encima de la figura de María está situado el rompimiento de gloria, donde una paloma —el Espíritu Santo— irradia luz sobre la nocturnidad de la escena, destacando los personajes en ella.

## Procedencia
1. Sevilla, Consulado de Cargadores de Indias;
2. Cádiz, Consulado de Cargadores de Indias desde 1751;
3. Entra al Museo de Cádiz en 1856.[6]